# Aniela Zagórska

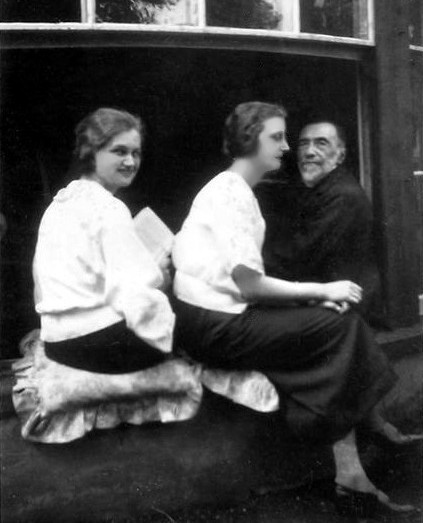
Od lewej: Aniela Zagórska, Karolina Zagórska, Joseph Conrad

Aniela Zagórska (ur. 26 grudnia 1881 w Lublinie, zm. 30 listopada 1943 w Warszawie) – polska tłumaczka.

## Życiorys
Córka Karola Antoniego, chirurga (zm. 1898), i Anieli z Unrugów (zm. 1919), siostra Karoliny Zagórskiej (1884–1955), śpiewaczki. Ukończyła szkołę średnią w Lublinie. W latach 1905–1909 uczęszczała na wykłady z historii i historii literatury polskiej na Uniwersytecie Jagiellońskim w Krakowie. Pracowała jako nauczycielka domowa. 
Spokrewniona z Józefem Korzeniowskim (Josephem Conradem), za jego namową, w latach 1923–1939 przetłumaczyła prawie wszystkie jego dzieła. Przekłady publikowała także w czasopismach „Robotnik” (1925), „Głos Prawdy” (1927–1928), „Droga” (1928, 1930), „Wiadomości Literackie” (1929, 1931–1935), „Kultura” (1932) i „Pion” (1934, 1936, 1938). Za przekłady te, ze szczególnym uwzględnieniem przekładu Zwycięstwa Conrada, w 1929 otrzymała nagrodę polskiego PEN Clubu.
Zmarła w Warszawie. Została Pochowana na cmentarzu Powązkowskim (kwatera 148-5-11).

## Ocena
Zarówno Zdzisław Najder, jak i tłumacz Michał Kłobukowski uważają, że Zagórska czasem zawodziła jako tłumaczka. Najder mówi: „Zagórska miała niewątpliwy talent do partii opisowych, ale gubiła się w kwestiach filozoficznych”.

## Ordery i odznaczenia
- Złoty Krzyż Zasługi (9 listopada 1932)[3]
- Srebrny Wawrzyn Akademicki (7 listopada 1936)[4]